# 哈尔滨公交79路
哈尔滨公交79路是哈尔滨公交的一条线路，由道外区水泥厂到道里区康安路，全长19.9公里。这条线路在2011年之前多次发生运营困难的问题。

## 历史
- 1993年7月15日，路线开通，由水泥厂至市人大。票价最高1元，分区点在道外二十道街。车型为武汉WH644型前置公交车，配车12辆。由哈尔滨化工四厂负责运营[3]。
- 2001年，运营公司变更为哈尔滨市瑞昌客运有限公司，并延伸至康安路终到，同时废除5角/1元票制，取消道外二十道街分区点，改为1元一票制无人售票。并更换车型为扬子YZK6102CACA2型前置公交车和四平客车。
- 2005年7月11日，因道里区供热管网施工，去往康安路方向取消安隆街-安顺街-安定街-安升街走向，改为安隆街-安升街走向；去往水泥厂方向临时取消安国街-安升街-安定街-安道街-经纬九道街走向，改为安国街-安松街-安隆街-经纬九道街走向。同时临时取消安顺街站、安升街站，临时增设安隆街站、安升街站（临时）[4]。
- 2005年7月30日，道里区供热管网施工部分结束，79路恢复原有走向。
- 2007年4月23日，因友谊路施工，去往康安路方向改为友谊路-尚志大街-西二道街-上游街-通江街-友谊路走向，临时取消友谊路站，增设中央大街站。去往水泥厂方向改为友谊路-高谊街-红霞街-西五道街-森林街-地段街-友谊路走向，临时取消友谊路站、儿童公园站，增设中央大街站[5]。
- 2007年5月4日，因安国街、建国街施工，取消安国街-建国街-康安路走向，改为安国街-安发街-新阳路-康安路走向。同时取消安和街站、建国街站、建国公园站、市中医医院站，临时增设安和街站、中心医院站、康安路（新阳路）站[6]。
- 2007年6月15日，安国街、建国街施工结束，79路恢复原有走向。
- 2007年8月28日，友谊路施工结束，79路恢复原有走向[7]。
- 2007年12月，车型更新为四平SPK6100GS型前置公交车和黄海DD6107S03型前置公交车，共配车39辆[8]。
- 2008年1月，停用并报废扬子YZK6102CACA2型前置公交车和四平客车。
- 2008年7月18日，因松浦大桥开始修建[9]，取消东直路-道外二十道街-北新街走向，改为东直路-南直路-海员街-东北新街-北新街走向。
- 2009年4月2日，因三棵树桥施工[10]，79路改为分段运行模式：水泥厂-道口街、哈东站-康安路[11]。
- 2009年9月29日，三棵树桥施工结束，79路恢复正常运行[12]。
- 2010年4月25日，因北安街和工部街施工，去往康安路方向取消工程街-工部街-安隆街走向，改为工程街-经纬街-安隆街走向。同时取消工程街站和经纬十道街站，增设工程街站（临时站）[13]；去往水泥厂方向取消安国街-安升街-安定街-安道街-经纬九道街-工部街-工程街走向，改为安国街-经纬五道街-经纬街-工程街走向。同时取消安升街站、安顺街站、经纬十道街站、工程街站。增设安丰街站、经纬校站、工程街站[14]。
- 2010年5月，因水泥路和工农兵桥破损严重，79路临时将起点改为道口三道街[15]。
- 2010年6月14日，因工部街和北安街施工结束，同时工部街和经纬街改为单行[16]，79路改为现在走向。
- 2010年6月24日，因水泥路维修结束，79路临时将起点改为前进水泥管厂[17]。
- 2010年7月28日，因南直立交桥施工，去往康安路方向取消南直桥桥上通行，改为行走辅道。去往前进水泥管厂方向取消海员街-南直路走向，改为海员街-通港街-临堤街-南直路走向[18]。
- 2010年10月1日，南直立交桥施工结束，79路恢复原有走向。
- 2010年11月2日，新工农兵桥建成通车，将起点恢复为水泥厂[19]。
- 2010年11月4日，哈尔滨市瑞昌客运有限公司退出对该路线的经营权[20]，改为哈尔滨市运输责任有限公司第二分公司经营。
- 2012年12月，将黄海DD6107S03型前置公交车分配至哈尔滨公交79路支线继续使用。
- 2013年2月1日，车型更新为金龙XMQ6119AGN4型后置燃气公交车，配车32辆。同时将原有的四平SPK6100GS型前置公交车分配至哈尔滨公交79路支线继续使用。
- 2013年9月1日，因安顺街施工，去往康安路方向取消安隆街-安顺街-安国街走向，改为安隆街-安松街-安国街走向，临时取消安顺街（安康街路口）站、安丰街站[21]。
- 2013年9月21日，安顺街施工结束，79路恢复原有走向。
- 2013年11月8日，增添金龙XMQ6119AGN5型后置燃气公交车12辆，原有的部分金龙XMQ6119AGN4型后置燃气公交车分配至哈尔滨公交79路支线继续使用。
- 2016年4月1日，因哈尔滨地铁人民广场站施工，去往康安路方向取消友谊路-工程街-工部街走向，改为友谊路-经纬街-经纬十二道街-工部街走向，取消友谊宫站，并在友谊路增设友谊宫站（临时）。去往水泥厂方向取消经纬五道街-经纬街走向，改为经纬五道街-通江街-大安街-经纬街走向，取消高谊街站，增设位于经纬街和东风街路口附近的高谊街站（临时）[22]。
- 2016年5月，将部分金龙XMQ6119AGN5型后置燃气公交车分配至哈尔滨公交72路继续使用。
- 2016年6月28日，因哈尔滨地铁人民广场站施工进度要求，去往康安路方向取消友谊路-经纬街-经纬十二道街-工部街走向，改为友谊路-高谊街-红霞街-经纬街-经纬十二道街-工部街走向，取消友谊宫站（临时），增设高谊街站。去往水泥厂方向取消经纬五道街-通江街-大安街-经纬街-工程街-友谊路走向，改为经纬街-通江街-友谊路走向，取消高谊街站（临时），增设上游街站[23]。
- 2017年4月，取消东直路-南直路-海员街-东北新街走向，改为东直路-红旗大街-东北新街走向。
- 2017年5月，取消东直路-红旗大街-东北新街走向，恢复现有走向。
- 2017年12月，更换第一批25台宇通ZK6105BEVG23空调车，全程票价2元，1元金龙与2元宇通混跑，替换掉的旧车下放72路。
- 2018年6月，第二批5台宇通新车上线，79路所有配车全部为宇通ZK6105BEVG23，票价2元。

## 车站一览

### 现行沿途车站
| 序号 | 車站名稱                   | 康安路方向 位置（下行）  | 水泥厂方向 位置（上行）    | 换乘轨道交通 |
| ---- | -------------------------- | ------------------------ | -------------------------- | ------------ |
| 1    | 水泥厂                     | 水泥东路                 | 水泥东路                   |              |
| 2    | 水泥东路                   | 水泥路                   | 水泥路                     |              |
| 3    | 水泥厂文化宫               | 水泥路                   | 水泥路                     |              |
| 4    | 千山管桩                   | 水泥路                   | 水泥路                     |              |
| 5    | 前进水泥管厂               | 水泥路                   | 水泥路                     |              |
| 6    | 煤炭七公司                 | 水泥路                   | 水泥路                     |              |
| 7    | 市政材料公司               | 水泥路/北岗路            | 水泥路/北岗路              |              |
| 8    | 雪佳防水材料厂             | 水泥路                   | 水泥路                     |              |
| 9    | 龙江电工厂                 | 水泥路/利材街            | 水泥路/利材街              |              |
| 10   | 道口街                     | 水泥路                   | 新一头道街/哈东路          |              |
| 11   | 哈东站（东直路）           | 东直路/北棵头道街/通东街 | 东直路/北棵头道街/通东街   |              |
| 12   | 网通东直路营业厅           |                          | 东直路                     |              |
| 13   | 网通东直路营业厅（二商店） | 南直路/三棵树大街        | 南直路/三棵树大街          |              |
| 14   | 港务局                     | 海员街/通港街            | 海员街/通港街              |              |
| 15   | 木材市场                   | 海员街/红旗大街          | 东北新街/红旗大街          |              |
| 16   | 油石厂                     | 东北新街                 | 东北新街                   |              |
| 17   | 更新街                     | 东北新街                 | 东北新街                   |              |
| 18   | 松浦大桥                   | 东北新街                 | 北新街/北二十道街          |              |
| 19   | 道台府                     | 北新街/北十九道街        | 北新街/北十九道街          |              |
| 20   | 道外十六道街               | 北新街/北十六道街        | 北新街/北十六道街          |              |
| 21   | 道外十二道街               | 大新街/北十二道街        | 大新街/北十二道街          |              |
| 22   | 道外七道街                 | 大新街/北七道街          | 大新街/北七道街            |              |
| 23   | 道外三道街                 | 大新街                   | 大新街                     |              |
| 24   | 市老年大学                 | 大新街                   | 大新街                     |              |
| 25   | 儿童医院                   | 友谊路/地段街            | 友谊路/井街                |              |
| 26   | 防洪纪念塔（百盛购物广场） | 友谊路                   | 友谊路                     |              |
| 27   | 友谊宫                     | 友谊路/九站街            | 工程街/九站街              |              |
| 28   | 工程街                     | 工部街/工程街            | 经纬街/经纬十二道街/中医街 |              |
| 29   | 高谊街                     |                          | 经纬街/经纬八道街          |              |
| 30   | 经纬十道街                 | 工部街/经纬十一道街      |                            |              |
| 31   | 安顺街（安康街路口）       | 安顺街/安康街            |                            |              |
| 32   | 经纬校                     |                          | 安国街/安顺街              |              |
| 33   | 安丰街                     | 安国街/安宁街            | 安国街/安松街              |              |
| 34   | 安广街                     | 安国街/正义街            | 安国街/安广街              |              |
| 35   | 安和街                     | 安国街/安和街            | 安国街/安信街              |              |
| 36   | 建国街                     | 建国街/共乐西头道街      | 建国街/阳明街              |              |
| 37   | 建国公园                   | 建国街/松树街            | 建国街/松树街              |              |
| 38   | 市中医医院                 | 建国街/康安路            | 钢铁街/建国街              |              |
| 39   | 钢铁小区                   |                          | 前进路/钢铁街              |              |
| 40   | 康安路                     | 康安路                   | 康安路                     |              |

### 过去沿途车站
| 序号 | 車站名稱         | 康安路方向 位置（下行）  | 水泥厂方向 位置（上行）             | 换乘轨道交通 |
| ---- | ---------------- | ------------------------ | ----------------------------------- | ------------ |
| 1    | 水泥厂           | 水泥东路                 | 水泥东路                            |              |
| 2    | 水泥厂文化宫     | 水泥路                   | 水泥路                              |              |
| 3    | 前进水泥管厂     | 水泥路                   | 水泥路                              |              |
| 4    | 煤炭七公司       | 水泥路                   | 水泥路                              |              |
| 5    | 市政材料公司     | 水泥路/北岗路            | 水泥路/北岗路                       |              |
| 6    | 雪佳防水材料厂   | 水泥路                   | 水泥路                              |              |
| 7    | 龙江电工厂       | 水泥路/利材街            | 水泥路/利材街                       |              |
| 8    | 水泥路           | 水泥路                   | 新一头道街/哈东路                   |              |
| 9    | 哈东站（东直路） | 东直路/北棵头道街/通东街 | 东直路/北棵头道街/通东街            |              |
| 10   | 网通东直路营业厅 | 东直路                   | 东直路                              |              |
| 11   | 道外公安分局     | 东直路                   | 东直路/民强大街                     |              |
| 12   | 市老年医院       | 东直路/新滨街/安华街     | 东直路/新滨街/安华街                |              |
| 13   | 靖宇二十道街     | 北二十道街/靖宇街        | 北二十道街/南二十道街/仁里街/更新街 |              |
| 14   | 道外二十道街     | 北新街/北十九道街        | 北新街/北十九道街                   |              |
| 15   | 道外十六道街     | 北新街/北十六道街        | 北新街/北十六道街                   |              |
| 16   | 道外十二道街     | 大新街/北十二道街        | 大新街/北十二道街                   |              |
| 17   | 道外七道街       | 大新街/北七道街          | 大新街/北七道街                     |              |
| 18   | 道外三道街       | 大新街                   | 大新街                              |              |
| 19   | 北环商城         | 大新街                   | 大新街                              |              |
| 20   | 儿童医院         | 友谊路/地段街            | 友谊路/井街                         |              |
| 21   | 友谊路           | 友谊路                   | 友谊路                              |              |
| 22   | 友谊宫           | 工程街/九站街            | 工程街/九站街                       |              |
| 23   | 工程街           | 工程街/经纬街            | 工程街/经纬街                       |              |
| 24   | 经纬十道街       | 工部街/经纬十一道街      | 工部街/经纬九道街                   |              |
| 25   | 安顺街           | 安顺街/安康街            | 安定街/安顺街                       |              |
| 26   | 安升街           | 安定街/安升街            | 安定街/安升街                       |              |
| 27   | 安广街           | 安国街/正义街            | 安国街/安广街                       |              |
| 28   | 安和街           | 安国街/安和街            | 安国街/安信街                       |              |
| 29   | 建国街           | 建国街/共乐西头道街      | 建国街/阳明街                       |              |
| 30   | 建国公园         | 建国街/松树街            | 建国街/松树街                       |              |
| 31   | 市中医医院       | 建国街/康安路            | 钢铁街/建国街                       |              |
| 32   | 钢铁小区         |                          | 前进路/钢铁街                       |              |
| 33   | 康安路           | 康安路                   | 康安路                              |              |

| 序号 | 車站名稱                   | 康安路方向 位置（下行）  | 水泥厂方向 位置（上行）    | 换乘轨道交通 |
| ---- | -------------------------- | ------------------------ | -------------------------- | ------------ |
| 1    | 水泥厂                     | 水泥东路                 | 水泥东路                   |              |
| 2    | 水泥东路                   | 水泥路                   | 水泥路                     |              |
| 3    | 水泥厂文化宫               | 水泥路                   | 水泥路                     |              |
| 4    | 前进水泥管厂               | 水泥路                   | 水泥路                     |              |
| 5    | 煤炭七公司                 | 水泥路                   | 水泥路                     |              |
| 6    | 市政材料公司               | 水泥路/北岗路            | 水泥路/北岗路              |              |
| 7    | 雪佳防水材料厂             | 水泥路                   | 水泥路                     |              |
| 8    | 龙江电工厂                 | 水泥路/利材街            | 水泥路/利材街              |              |
| 9    | 道口街                     | 水泥路                   | 新一头道街/哈东路          |              |
| 10   | 哈东站（东直路）           | 东直路/北棵头道街/通东街 | 东直路/北棵头道街/通东街   |              |
| 11   | 网通东直路营业厅           |                          | 东直路                     |              |
| 12   | 网通东直路营业厅（二商店） | 南直路/三棵树大街        | 南直路/三棵树大街          |              |
| 13   | 港务局                     | 海员街                   | 海员街/通港街              |              |
| 14   | 木材市场                   | 海员街/太平北四道街      | 东北新街/太平北四道街      |              |
| 15   | 油石厂                     | 东北新街                 | 东北新街                   |              |
| 16   | 更新街                     | 东北新街                 | 东北新街                   |              |
| 17   | 道台府                     | 北新街/北十九道街        | 北新街/北十九道街          |              |
| 18   | 道外十六道街               | 北新街/北十六道街        | 北新街/北十六道街          |              |
| 19   | 道外十二道街               | 大新街/北十二道街        | 大新街/北十二道街          |              |
| 20   | 道外七道街                 | 大新街/北七道街          | 大新街/北七道街            |              |
| 21   | 道外三道街                 | 大新街                   | 大新街                     |              |
| 22   | 市老年大学                 | 大新街                   | 大新街                     |              |
| 23   | 儿童医院                   | 友谊路/地段街            | 友谊路/井街                |              |
| 24   | 防洪纪念塔（百盛购物广场） | 友谊路                   | 友谊路                     |              |
| 25   | 友谊宫                     | 工程街/九站街            | 工程街/九站街              |              |
| 26   | 工程街                     | 工程街/经纬街            | 经纬街/经纬十二道街/中医街 |              |
| 27   | 经纬十道街                 | 工部街/经纬十一道街      |                            |              |
| 28   | 安顺街（安康街路口）       | 安顺街/安康街            |                            |              |
| 29   | 经纬校                     |                          | 安国街/安顺街              |              |
| 30   | 安丰街                     | 安国街/安宁街            | 安国街/安松街              |              |
| 31   | 安广街                     | 安国街/正义街            | 安国街/安广街              |              |
| 32   | 安和街                     | 安国街/安和街            | 安国街/安信街              |              |
| 33   | 建国街                     | 建国街/共乐西头道街      | 建国街/阳明街              |              |
| 34   | 建国公园                   | 建国街/松树街            | 建国街/松树街              |              |
| 35   | 市中医医院                 | 建国街/康安路            | 钢铁街/建国街              |              |
| 36   | 钢铁小区                   |                          | 前进路/钢铁街              |              |
| 37   | 康安路                     | 康安路                   | 康安路                     |              |

| 序号 | 車站名稱                   | 康安路方向 位置（下行）  | 水泥厂方向 位置（上行）    | 换乘轨道交通 |
| ---- | -------------------------- | ------------------------ | -------------------------- | ------------ |
| 1    | 水泥厂                     | 水泥东路                 | 水泥东路                   |              |
| 2    | 水泥东路                   | 水泥路                   | 水泥路                     |              |
| 3    | 水泥厂文化宫               | 水泥路                   | 水泥路                     |              |
| 4    | 千山管桩                   | 水泥路                   | 水泥路                     |              |
| 5    | 前进水泥管厂               | 水泥路                   | 水泥路                     |              |
| 6    | 煤炭七公司                 | 水泥路                   | 水泥路                     |              |
| 7    | 市政材料公司               | 水泥路/北岗路            | 水泥路/北岗路              |              |
| 8    | 雪佳防水材料厂             | 水泥路                   | 水泥路                     |              |
| 9    | 龙江电工厂                 | 水泥路/利材街            | 水泥路/利材街              |              |
| 10   | 道口街                     | 水泥路                   | 新一头道街/哈东路          |              |
| 11   | 哈东站（东直路）           | 东直路/北棵头道街/通东街 | 东直路/北棵头道街/通东街   |              |
| 12   | 网通东直路营业厅           | 东直路                   | 东直路                     |              |
| 13   | 道外公安分局               | 东直路                   | 东直路/民强大街            | 交通学院站   |
| 14   | 太平南四道街               | 红旗大街/太平大街        | 红旗大街/太平大街          |              |
| 15   | 红旗大街（北环路路口）     | 红旗大街/迎新街          |                            |              |
| 16   | 木材市场                   |                          | 东北新街/红旗大街          |              |
| 17   | 油石厂                     | 东北新街                 | 东北新街                   |              |
| 18   | 更新街                     | 东北新街                 | 东北新街                   |              |
| 19   | 松浦大桥                   | 东北新街                 | 东北新街/松浦大道          |              |
| 20   | 道台府                     | 北新街/北十九道街        | 北新街/北十九道街          |              |
| 21   | 道外十六道街               | 北新街/北十六道街        | 北新街/北十六道街          |              |
| 22   | 道外十二道街               | 大新街/北十二道街        | 大新街/北十二道街          |              |
| 23   | 道外七道街                 | 大新街/北七道街          | 大新街/北七道街            |              |
| 24   | 道外三道街                 | 大新街                   | 大新街                     |              |
| 25   | 市老年大学                 | 大新街                   | 大新街                     |              |
| 26   | 儿童医院                   | 友谊路/地段街            | 友谊路/井街                |              |
| 27   | 防洪纪念塔（百盛购物广场） | 友谊路                   | 友谊路                     |              |
| 28   | 友谊宫                     | 友谊路/九站街            | 工程街/九站街              |              |
| 29   | 工程街                     | 工部街/工程街            | 经纬街/经纬十二道街/中医街 |              |
| 30   | 高谊街                     |                          | 经纬街/经纬八道街          |              |
| 31   | 经纬十道街                 | 工部街/经纬十一道街      |                            |              |
| 32   | 安顺街（安康街路口）       | 安顺街/安康街            |                            |              |
| 33   | 经纬校                     |                          | 安国街/安顺街              |              |
| 34   | 安丰街                     | 安国街/安宁街            | 安国街/安松街              |              |
| 35   | 安广街                     | 安国街/正义街            | 安国街/安广街              |              |
| 36   | 安和街                     | 安国街/安和街            | 安国街/安信街              |              |
| 37   | 建国街                     | 建国街/共乐西头道街      | 建国街/阳明街              |              |
| 38   | 建国公园                   | 建国街/松树街            | 建国街/松树街              |              |
| 39   | 市中医医院                 | 建国街/康安路            | 钢铁街/建国街              |              |
| 40   | 钢铁小区                   |                          | 前进路/钢铁街              |              |
| 41   | 康安路                     | 康安路                   | 康安路                     |              |

## 车型图片

### 过去用车型

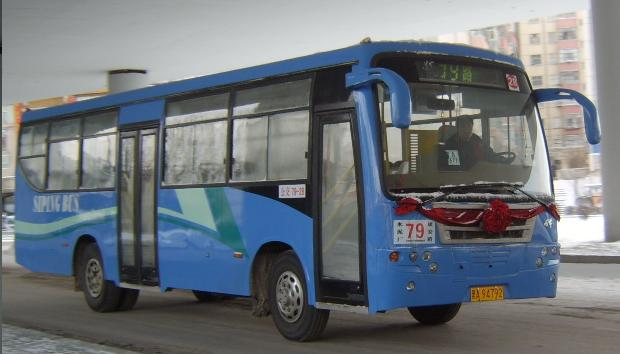
SPK6100GS（2007年12月-2013年1月31日）
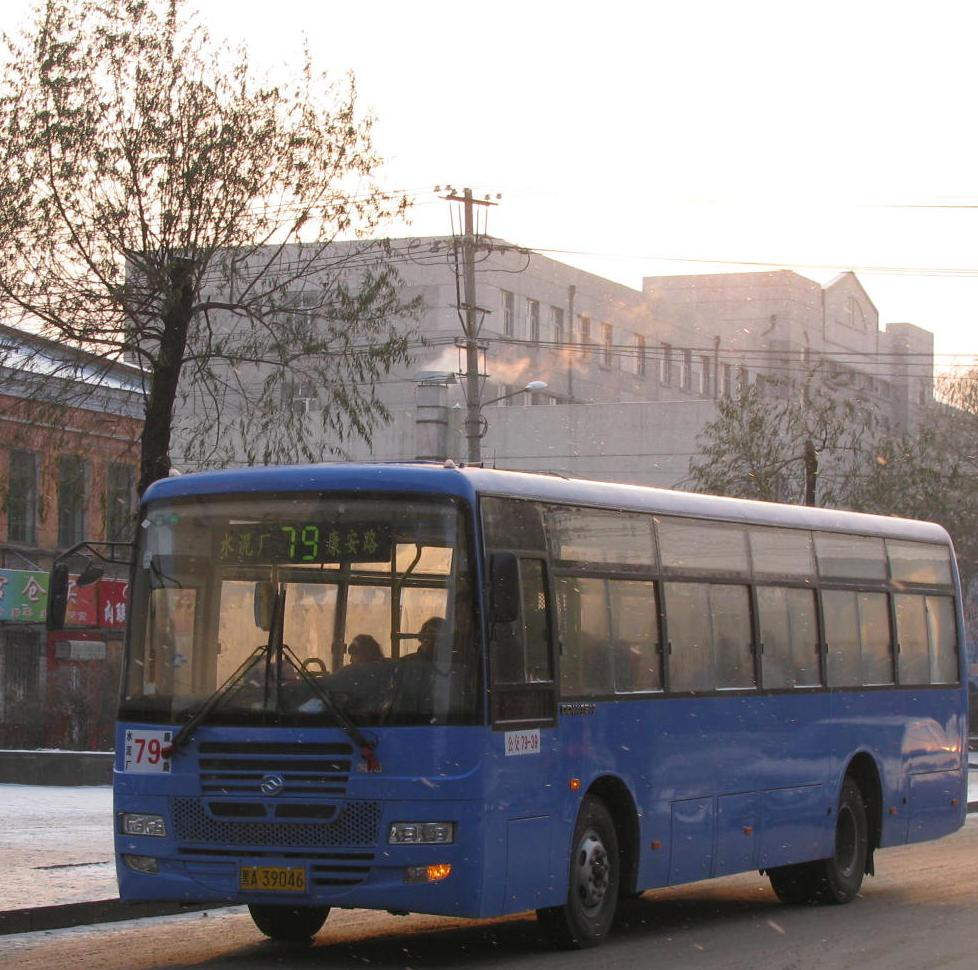
DD6107S03（2007年12月-2012年12月）
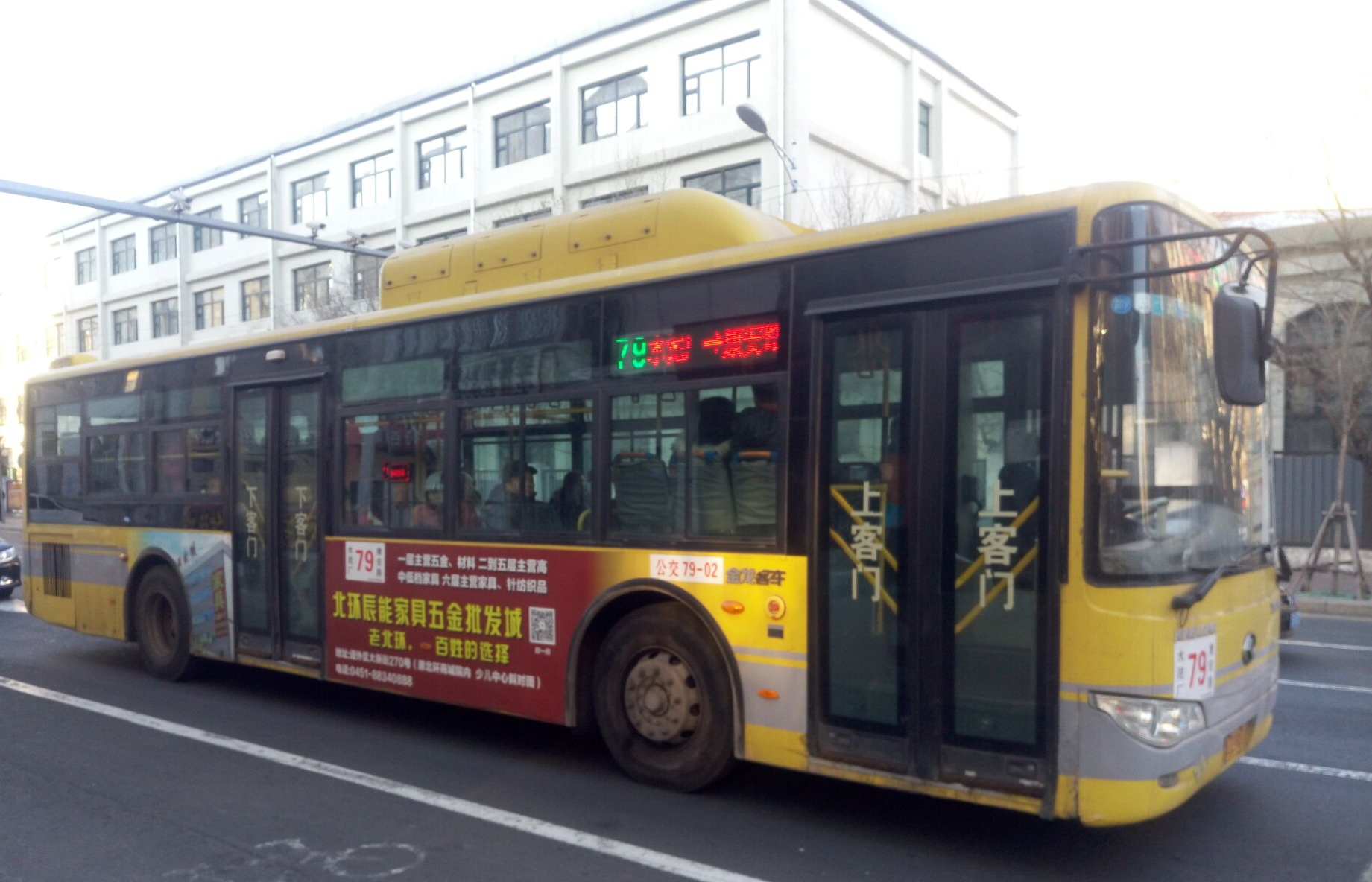
XMQ6119AGN4（2013年1月-2017年12月）
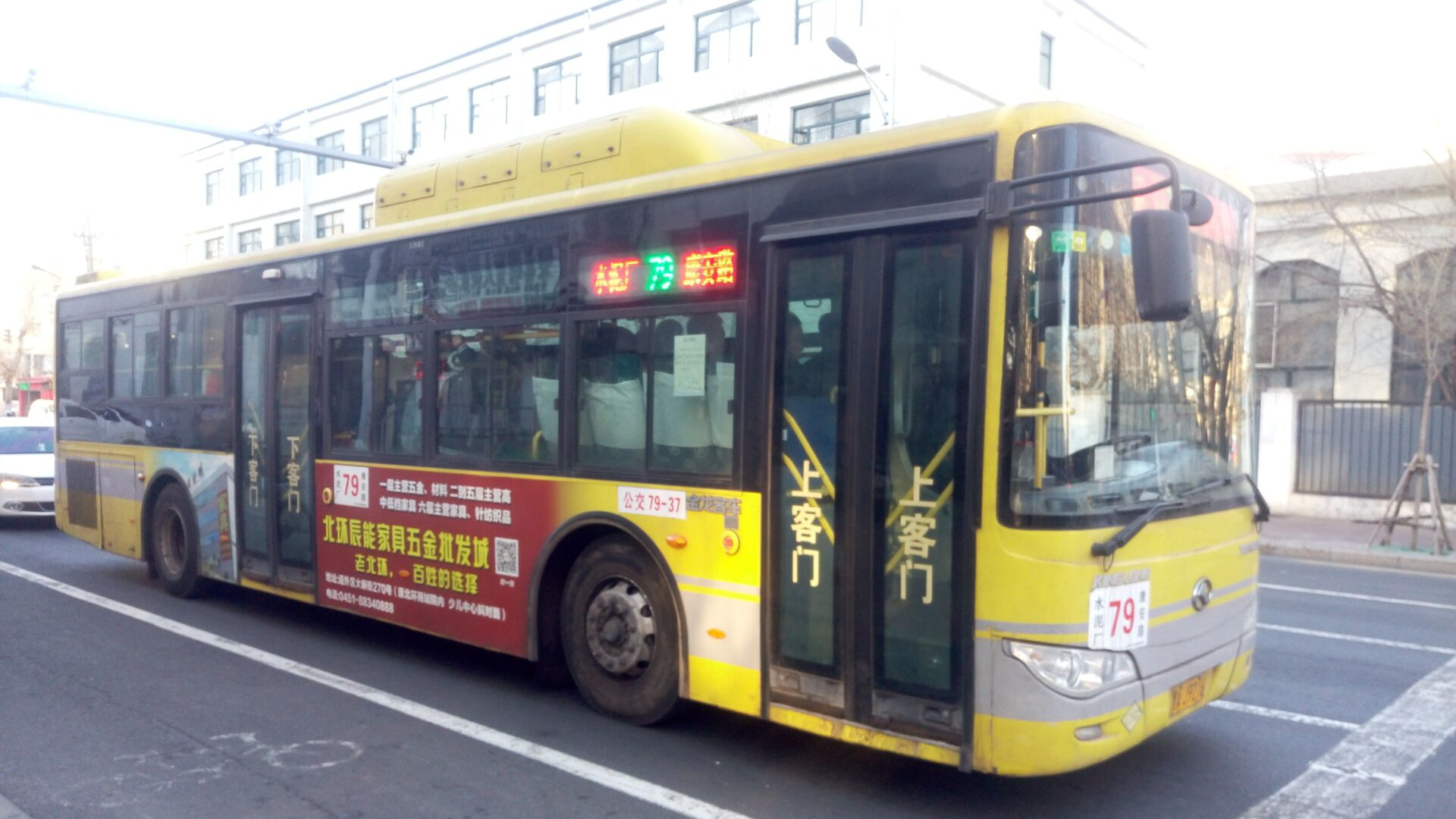
XMQ6119AGN5（2013年11月-2017年12月）

## 事故
- 1994年7月14日，一辆79路公交车行驶至工农兵桥时，因阿什河洪水使工农兵桥被洪水冲毁，导致车辆坠入河中，14人遇难身亡[24]。
- 2010年6月7日早间7时左右，一辆79路公交车在友谊宫附近发生自燃，但乘客全部被及时疏散，没有任何伤亡[25]。
- 2010年12月14日上午9时40分左右，一辆79路公交车行驶至大新街与北二十道街交界口附近时，将1名行人撞上后，导致此行人身亡，车辆此外因惯性撞上了道路中央隔离带[26]。
- 2013年9月6日上午9时左右，一辆79路公交车行驶至安正街与安丰街交界口时，后轮全部陷入路面施工后留下的沙坑里，导致该区域交通中断。直至13时40分左右，交通恢复正常[27]。
- 2014年12月4日上午10时左右，一辆79路公交车行驶至经纬街时，与一辆清雪车发生碰撞，导致车内一名乘客受伤[28]。
- 2016年11月30日晚间7时12分左右，一辆79路公交车在水泥厂被一男性乘客擅自驾驶，在晚间7时20分撞入民主乡五星村一商店内[29]。